# New York Supreme Court

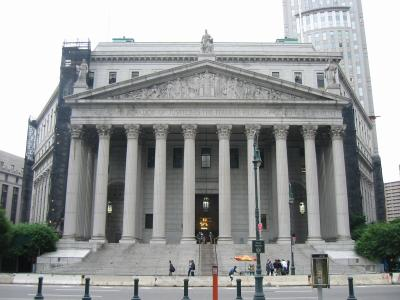
Het gebouw van het New York Supreme Court.

Het New York Supreme Court (officieel: Supreme Court of the State of New York) is een rechtbank met algemene jurisdictie binnen het rechtssysteem van de Staat New York. 
Het Hof is, in tegenstelling tot wat de naam wellicht suggereert, niet de hoogste rechterlijke instantie van de deelstaat New York: dat is het New York Court of Appeals. Het New York Supreme Court behandelt wel alle belangrijke civiele rechtszaken. Strafzaken daarentegen komen eerder terecht bij de districtsrechtbanken (“county courts”). 
Het hof bestaat uit verschillende afdelingen, verdeeld over de hele staat New York. De rechters, die soms in meerdere afdelingen of rechtbanken zetelen, worden verkozen voor een termijn van 14 jaar. 
In zijn huidige structuur bestaat het hof sedert de New York Constitutional Convention van 1846. De oorsprong ervan gaat echter terug tot 6 mei 1691, dus nog voor de onafhankelijkheid, als Supreme Court of Judicature by the Province of New York.